# Neowithius insignis
Neowithius insignis är en spindeldjursart som först beskrevs av With 1908.  Neowithius insignis ingår i släktet Neowithius och familjen Withiidae. Inga underarter finns listade i Catalogue of Life.